# Дол де Бретањ
Дол де Бретањ (фр. Dol-de-Bretagne) је насељено место у Француској у региону Бретања, у департману Ил и Вилен.
По подацима из 2011. године у општини је живело 5376 становника, а густина насељености је износила 346,17 становника/km².

## Демографија
| 1962. | 1968. | 1975. | 1982. | 1990. | 2011. |
| ----- | ----- | ----- | ----- | ----- | ----- |
| 4.511 | 4.497 | 4.624 | 4.660 | 4.629 | 5.376 |